# ミハル・シュッラ
ミハル・シュッラ（スロバキア語: Michal Šulla、1991年7月15日 - ）は、スロバキアのサッカー選手。元スロバキア代表。ポジションはGK。

## 選手歴
FKセニツァの下部組織出身で2010年にトップチームに昇格。同年から2012年までMFKヴルボヴェに期限付き移籍、2012年にはスパルタク・ミヤヴァに期限付き移籍をした。2018年にŠKスロヴァン・ブラチスラヴァに移籍。

## 代表歴
2017年1月8日に行われたウガンダ代表との試合でスターティングメンバーに名を連ね代表初出場するも、6分にモーゼス・オロヤ、14分にファルク・ミヤに得点を決められたのもあり、国際Aマッチではないものの1-3で敗北した。
キングスカップ2018のタイ王国代表戦で国際Aマッチ初出場。試合自体は3-2で勝利したものの、42分にロベルト・マザンへ送ろうとしたパスがティーラシン・デーンダーの足元に向かって入り、ジャクラパン・ケオプロムに得点を決められたというデビューには物議を醸した。